# Xestia gandakiensis
Xestia gandakiensis är en fjärilsart som beskrevs av Yoshimoto 1995. Xestia gandakiensis ingår i släktet Xestia och familjen nattflyn. Inga underarter finns listade i Catalogue of Life.